# Solar Jetman: Hunt for the Golden Warpship
Solar Jetman: Hunt for the Golden Warpship è un videogioco del 1990 sviluppato da Rare e pubblicato da Tradewest per Nintendo Entertainment System. Seguito di Lunar Jetman, il gioco segue le vicende del protagonista di Jetpac. Il titolo è incluso nella raccolta Rare Replay per Xbox One..

## Trama
Il gioco è ambientato dopo gli eventi di Lunar Jetman e coinvolge il protagonista della serie Jetman nella sua ricerca per raccogliere tutti i pezzi della Freccia d'Oro Spaziale, una mitica astronave che consente viaggi interstellari.

## Modalità di gioco
Il gioco si presenta come uno sparatutto multidirezionale ambientato nello spazio, con un gameplay ispirato a Thrust e Oids.. Il giocatore controlla la capsula o pod di Jetman, che può ruotare in senso orario o antiorario e muoversi nella direzione voluta grazie ai propulsori. In ogni pianeta i pod vengono lanciati da un'astronave madre immobile. L'obiettivo è quello di esplorare ciascun pianeta sconfiggendo i nemici che lo popolano e reperendo vari oggetti. Ciascun pianeta ha una propria morfologia e una diversa forza di gravità, che condizionano pesantemente i movimenti del pod (vi è anche un pianeta con la gravità invertita). Gli oggetti vengono raccolti con un cavo di traino che rende il volo più difficile e per venire analizzati devono essere rilasciati sulla nave madre o depositati in piccoli wormhole. Recuperando oggetti di valore e sconfiggendo i nemici, il giocatore guadagna punti che possono essere spesi per acquistare dei power-up per il pod di Jetman. In ogni pianeta è necessario reperire le cellule di carburante per la nave madre: solo dopo averla rifornita completamente è possibile accedere ad un'area speciale dove si trova il pezzo della Freccia d'Oro Spaziale. Ciascun pod è provvisto di una quantità di carburante limitata, che diminuisce usando i propulsori o nel caso di impatto con il terreno o un nemico. Se il pod viene distrutto, Jetman viene espulso e può muoversi con una tuta spaziale agile ma estremamente vulnerabile. Se il giocatore riesce a tornare alla nave madre può ottenere un nuovo pod, mentre se muore all'esterno della capsula perde una vita. Nel gioco sono infine presenti alcuni passaggi segreti che consentono di saltare un certo numero di pianeti o di raggiungere il tredicesimo pianeta nascosto.
Il gioco è suddiviso in dodici pianeti, più uno nascosto. In ciascun pianeta il giocatore deve rifornire completamente di carburante la nave madre e reperire un pezzo della Freccia d'Oro Spaziale per passare a quello successivo. Tra un pianeta e l'altro sono presenti delle aree bonus in cui è possibile ottenere punti extra e acquistare potenziamenti. Una volta ricostruita la Freccia d'Oro spaziale, il giocatore deve superare una missione finale a bordo di essa per concludere il gioco. Solar Jetman è dotato di un sistema di password che consente di iniziare il gioco dall'ultimo pianeta raggiunto.